# Subergorgiidae
Famille
Les Subergorgiidae sont une famille de cnidaires anthozoaires, des gorgones de l'ordre des Alcyonacea.

## Liste des genres
Selon World Register of Marine Species (27 janvier 2021) :
- genre Annella Gray, 1858 -- 2 espèces
- genre Rosgorgia Lopez Gonzalez & Gili, 2001 -- 1 espèce
- genre Subergorgia Gray, 1857 -- 9 espèces